# Мария Шнайдер
Мария Шнайдер (на френски: Maria Schneider) е френска актриса, най-известна с участието си във филма „Последно танго в Париж“.

## Биография
Мария е дъщеря на немската актриса от румънски произход Мари Кристин Шнайдер и на френския филмов актьор Даниел Желин. Майка ѝ я отглежда напълно сама, докато Мария не напуска дома на 15-годишна възраст и не заминава за Париж. Там тя прави първите си стъпки в киното с епизодични появи във филмите от 1970 година „Madly“ и „L'Arbre de Noël“.
Шнайдер постига международен успех с участието си в скандалния филм на Бернардо Бертолучи „Последно танго в Париж“, който разказва историята на овдовял американец, който се впуска в анонимна сексуална връзка с млада парижанка, която скоро ще се омъжи. Във филма тя си партнира с Марлон Брандо. Представянето на сексуално насилие, емоционална нестабилност и груб език се оказват неприемливи в много държави и филмът попада под цензурата или направо е забранен за показване. Самата Шнайдер добива особена популярност с неподправените си голи сцени в продукцията. Участието ѝ в „Последно танго в Париж“ оказва особено влияние върху бъдещите ѝ професионални начинания. Следващите роли, които Мария получава, са на предизвикателни и обаятелни млади жени, които не страдат от излишни предразсъдъци. Животът на Шнайдер е изпълнен с множество скандали, а скоро в медийното пространство тръгва слуха, че неин баща е Даниел Желин. По това време младата актриса не знае в действителност кой е баща ѝ.
През 1974 година Шнайдер публично обявява, че е бисексуална.
През 1976 година след поредица от ексцесии с наркотици и алкохол по време на снимките на „Калигула“ Шнайдер изпада в нервен срив и влиза в клиника, където по нейните думи има кратка афера със съквартирантката си. Престоят ѝ в клиниката не ѝ позволява да играе във филма „Двадесети век“ на Бертолучи, който според мнозина е щял да бъде преломен момент в кариерата на младата актриса.
През 1980 година животът ѝ се подобрява значително.
„Извадих голям късмет – Загубих много приятели заради наркотиците – но през 1980 година се запознах с човек, който ми помогна да ги откажа. Наричам този човек моят ангел и оттогава сме заедно. Няма да кажа дали е мъж или жена. Това е моята тайна градина. Искам да си остане в загадка.“ След завръщането си на големия екран Шнайдер се снима основно в нискобюджети продукции без особен успех. Между 1983 и 1989 година не се снима в нито един филм, а появите ѝ през последните двадесет години са спорадични, основно в телевизионни продукции.
Мария Шнайдер умира от рак на 3 февруари 2011 година в родния си град Париж. На погребението ѝ присъстват Клаудия Кардинале, Ален Делон, Бернард Блие, Андрея Ферел и други. Делон чете спомен за актрисата от Бриджит Бардо.

## Избрана филмография
| година | филм                   | оригинално заглавие   | роля                     | режисьор               |
| ------ | ---------------------- | --------------------- | ------------------------ | ---------------------- |
| 1972   | Последно танго в Париж | Ultimo tango a Parigi | Джейни                   | Бернардо Бертолучи     |
| 1975   | Професия: Репортер     | Professione: reporter | Момичето                 | Микеланджело Антониони |
| 1991   | Осъждането             | La Condanna           | Селянка                  | Марко Белокио          |
| 1996   | Джейн Еър              | Jane Eyre             | Берта                    | Франко Дзефирели       |
| 2000   | Актьори                | Les Acteurs           | Себе си/Мари-Сесил Негре | Бертран Блие           |